# Gymnoscelis albicaudata
Gymnoscelis albicaudata är en fjärilsart som beskrevs av W. Warren 1897. Gymnoscelis albicaudata ingår i släktet Gymnoscelis och familjen mätare. Inga underarter finns listade i Catalogue of Life.